# Angeli spezzati
Angeli spezzati (Broken Angels) è un romanzo di genere distopico, fantastico e noir del 2003, dello scrittore britannico Richard Morgan. È il secondo dei tre romanzi della serie di Takeshi Kovacs.

## Trama
Trent'anni dopo le vicende descritte in Bay City, Takeshi Kovacs è fuggito dalla Terra, ed è ora al servizio nel Cuneo di Carrera, un plotone mercenario che è coinvolto in una guerra ingaggiata su di una lontana colonia dal governo sostenuto dalle grandi compagnie commerciali contro i ribelli guidati dal comandante Kemp. 
Dopo una terribile battaglia, durante la riparazione della sua custodia, Kovacs si imbatte in Jan Schneider, un pilota di navi spaziali, in cerca di un alleato per una spedizione ad un sito archeologico marziano scoperto subito prima dell'inizio del conflitto (come illustrato nel precedente romanzo, in questo universo immaginario dell'autore la colonizzazione dei pianeti da parte dei terrestri è avvenuta grazie all'uso delle antiche carte di navigazione marziane).
Presso il sito archeologico giace un portale che conduce in un punto dello spazio in cui si trova una nave spaziale marziana abbandonata. Kovacs e Schneider, attratti dalle opportunità economiche della scoperta, si recano in un campo di prigionia ed ottengono la liberazione di Tanya Wardani, l'archeologa che aveva scoperto il portale e conduceva i lavori presso il sito prima dello scoppio del conflitto, con lo scopo di includerla nella spedizione. Per sgomberare la zona del sito, che si trova lungo la costa, dalle forze che si fronteggiano con armi nucleari, Kovacs ottiene l'aiuto di un top manager di una delle compagnie che foraggiano la guerra, la Mandrake Corporation, di nome Matthias Hand.
Kovacs e Hand comprano quindi centinaia di pile corticali di soldati e mercenari caduti in battaglia e iniziano la selezione della speciale unità che verrà impiegata nella spedizione. La fase finale di questa selezione avviene in un ambiente virtuale, e conduce alla formazione della speciale squadra composta da Ole Hansen, Yvette Cruickshank, Jiang Jiamping, Ameli Vorgsavath, Luc Deprez, e Markus Sutjiadi, al quale è affidato il comando.
Giunti al sito, la squadra vi trova un peschereccio abbandonato lungo la costa, nelle cui reti sono intrappolati due corpi senza pila corticale. Il portale viene rinvenuto all'interno di una grotta e Tanya inizia a tradurre i geroglifici per aprirlo, mentre alcuni membri della squadra, Sutjiadi più di tutti, temono che possibili minacce possano pervenire attraverso il portale dopo la sua apertura. L'attesa è resa ancora più drammatica dai nanobii, esseri viventi microscopici e intelligenti che si assemblano nella formazione di bio-macchine mutanti in grado di evolversi e combattere in modo via via più aggressivo. I nanobii, che attaccano la squadra a più riprese riuscendo a ucciderne due membri, sono stati creati in realtà proprio dalla Mandrake, che li ha messi nel luogo per scoraggiare le compagnie concorrenti, le quali però li hanno modificati e resi molto più offensivi. Durante l'ultimo attacco dei nanobii Tanya riesce ad aprire il portale, e la squadra lo attraversa per ritrovarsi nello spazio esterno. Nell'area circostante la nave spaziale marziana vengono così rinvenuti i corpi vaganti dei membri del gruppo di scavi archeologici di Tanya.
La squadra raggiunge l'immensa astronave marziana e riesce a penetrarvi. Durante l'esplorazione del suo interno la nave marziana subisce l'improvviso attacco da parte di un nemico sconosciuto, ed i suoi meccanismi di combattimento si attivano automaticamente per difendersi. Durante la battaglia Kovacs, Tanya e gli altri hanno delle visioni dei Marziani che volano all'interno della nave, e rasentano la follia, arrivando a tentare il suicidio. Alla fine della battaglia il Nucleo di Carrera interviene e recupera la squadra, per poi imprigionarne i membri, in quanto il loro capo Sutjiiadi era ricercato come traditore. Kovacs considera i suoi compagni come amici e sceglie di rimanere con loro in prigionia. Durante la mostruosa tortura cui Sutjiadi viene sottoposto, Kovacs inganna un suo ex-subordinato, lo uccide e ne prende le armi, con cui massacra tutti gli altri componenti del Nucleo di Carrera; a fuggire riesce solo il comandante Carrera, che attraverso il portale torna verso l'astronave. Nonostante la sua custodia sia prossima al totale decadimento fisico a causa delle radiazioni, Kovacs lo raggiunge e riesce ad ucciderlo.
Kovacs ha finalmente compreso che Tanya era una Kempista che aveva tentato di boicottare la sua stessa operazione archeologica a causa delle intenzioni che i suoi compagni archeologi avevano mostrato dopo aver aperto a suo tempo il portale, ovvero vendere l'astronave al miglior offerente per uso di guerra; era dunque stata lei ad uccidere sia i due ritrovati nel peschereccio, sia gli altri dispersi nello spazio oltre il portale. Tanya ammette a Kovacs le sue colpe e decide di rimanere presso il sito per il completamento degli scavi e per essere certa del destino del portale. Kovacs e gli altri partono per il pianeta Latimer.
Kovacs comprende che la specie umana è solo una delle minori dell'universo, popolato da civiltà ben più antiche e progredite, che combattono guerre di durata epocale.

## Edizioni
- Richard Morgan, Broken Angels, Victor Gollancz Ltd, 2003,  p. 400, ISBN 0-575-07323-3.
- Richard Morgan, Angeli spezzati, traduzione di Vittorio Curtoni, collana Narrativa n° 227, Editrice Nord, 2005,  p. 491, ISBN 88-429-1361-8.